# Onorificenze assegnate a Fidel Castro
Questa voce è una lista delle onorificenze assegnate a Fidel Castro.